# 기능장
기능장(技能長, Master Craftsman)은 1973년 12월 31일 국가기술자격법 제정으로 생겨난 대한민국의 국가기술자격이다. 기능장의 역할은 최고급 수준의 숙련기능을 가지고 산업현장에서 작업 관리, 소속 기능 인력의 지도 및 감독, 현장훈련, 경영계층과 생산계층을 유기적으로 연계시켜 주는 현장관리 등의 업무를 수행한다.

## 역사
본래 기능장은 기능사의 한 등급이었으나, 1999년 3월 28일 기술계/기능계 구분 폐지로 기능사에서 분리되었다.

## 응시 자격
기능장은 관련 경력이 있어야 응시할 수 있는데, 요구 경력은 다음과 같다.
| 구분                  | 구분                                                                                          | 필요경력 |
| --------------------- | --------------------------------------------------------------------------------------------- | -------- |
| 실무 경력만 있을 경우 | 실무 경력만 있을 경우                                                                         | 9년      |
| 여타 자격             | 기능사(산업기사)이상의 자격 취득 후 기능대학(폴리텍대학)의 기능장 과정 이수자 및 이수예정자 a | 없음     |
| 여타 자격             | 산업기사 이상 취득자 a                                                                        | 5년      |
| 여타 자격             | 기능사 취득자 a                                                                               | 7년      |
| 여타 자격             | 동일 및 유사직무분야의 다른종목 기능장 취득자 a                                               | 없음     |
| 여타 자격             | 동일 및 유사직무분야에 해당되는 외국자격 취득자 a                                             | 없음     |

- 실무경력은 동일 및 유사직무분야만 인정된다.
- a 자격 취득 이후의 경력만 인정.

## 시험 및 취득 방법
먼저 필기 시험을 거쳐야 하고, 필기 시험에 합격하면 다시 실기 시험을 거쳐야 한다. 실기 시험에서 합격하면 해당 자격에 대한 자격증이 교부되어 자격을 취득하게 된다.

## 필기 시험
- 필기 시험은 4지 선다형의 객관식으로 출제되며, 문항 수는 60개이고 100점 만점이다.
  - 과목별 점수에 관계 없이 60점 이상 득점하면 합격으로 처리된다.
- 필기 시험 합격 유효 기간은 2년이며, 그 기간 이내에 실기 시험 원서를 접수하여야 한다.

## 제출 서류
필기시험에 합격하면 서류를 제출해야 하는데, 제출해야 할 서류는 다음과 같다.
- 학력 : 졸업증명서, 졸업예정증명서, 재학증명서, 재적증명서, 수료증명서 등
- 경력 : 경력증명서(담당업무가 상세히 기재된 것에 한함), 4대보험 가입증명서(건강보험, 국민연금, 고용보험 중 택1), 자영업인 경우 사업자등록증명원 1부 등

- 학력으로 제출할 경우 온라인으로 제출하는 서비스를 이용하면 된다.
- 단, 기간내에 제출하지 않았거나 응시요건을 충족하지 못했을 경우 최종적으로 불합격 처리된다.

## 실기 시험
- 실기 시험은 작업형과 필답형, 그리고 복합형이 있다.
- 필기와 마찬가지로 100점 만점이고 60점 이상 득점하면 합격으로 처리된다.

## 연간 검정 횟수
- 기능장은 1년에 2회의 정기 검정이 시행된다.

## 검정 종목
모두 29개의 종목이 있으며, 1부와 2부의 구분 없이 함께 치러진다.
2024년 현재 기준으로 삼는다.
| 자격 이름 | 비고 |
| --- | ---- |
| 미용장 · 이용장 · 배관기능장 · 조리기능장 · 잠수기능장 · 기계가공기능장 · 건축목재기능장 · 건축일반기능장 · 철도차량정비 · 건설기계정비기능장 · 자동차정비기능장 · 금형제작기능장 · 금속재료기능장 · 제선기능장 · 제광기능장 · 압연기능장 · 판금제관기능장 · 표면처리기능장 · 주조기능장 · 용접기능장 · 전기기능장 · 전자기기기능장 · 위험물기능장 · 제과기능장 · 통신설비기능장 · 통신설비기능장 · 귀금속기능장 · 에너지관리기능장 |      |

## 통계
| 연도/현황   |           |          |          |          |          |          |
| 연도/현황   | ~2018년   | 2019년   | 2020년   | 2021년   | 2022년   | 2023년   |
| ----------- | --------- | -------- | -------- | -------- | -------- | -------- |
| 필기 응시자 | 238,447명 | 20,588명 | 16,836명 | 21,414명 | 20,217명 | 24,919명 |
| 필기 합격률 | 45.0%     | 53.4%    | 55.3%    | 56.7%    | 54.8%    | 51.3%    |
| 실기 응시자 | 185,341명 | 18,920명 | 16,995명 | 18,451명 | 18,142명 | 20,665명 |
| 실기 합격률 | 29.5%     | 22.5%    | 32.0%    | 32.2%    | 30.1%    | 36.1%    |
| 자격 취득자 | 54,738명  | 4,253명  | 5,431명  | 5,945명  | 5,465명  | 7,463명  |